# Pöhlberg
Pöhlberg je zalesněná bazaltová hora na německé straně Krušných hor s nadmořskou výškou 832 metrů. Na vrcholu je 35 metrů vysoká kamenná rozhledna, která byla otevřena 12. července 1897 a restaurace s hotelem.
Nachází se přibližně jeden kilometr od města Annaberg-Buchholz.

## Pozůstatky těžby
Na západních a severních svazích hory jsou mohutné čedičové sloupy, odkryté v důsledku těžby kamene v místních lomech. Na východní straně Pöhlbergu býval nejstarší annaberský důlní revír, zvaný St. Briccius. Zmínky o této oblasti, kde se těžily stříbrné, cínové a měděné rudy, jsou již z roku 1442. Na jihovýchodních svahu hory se nacházejí staré agrární valy. Na této chráněné lokalitě se vyskytují čtyři desítky různých druhů dřevin a 25 druhů ptáků.

Pohled na Annaberg-Buchholz a Pöhlberg od západu